# Arnaud Gicquel
Pour les articles homonymes, voir Gicquel.
Arnaud Gicquel est un ancien champion du monde de roller de vitesse, né le 23 septembre 1972 à Nantes (France).

## Biographie
Il débute à l'âge de 7 ans sur des patins traditionnels.
 
Il devient champion du monde pour la première fois à 18 ans.

À 20 ans, il devient professionnel de ce sport en signant son premier contrat.

En 1999, il se spécialise dans le marathon. Il crée en France la French Inline Cup (FIC).
Après plus de 20 ans de carrière, il prend sa retraite sportive à 34 ans en 2006.
Pour le centenaire de la Fédération Française de roller sport, il est nommé athlète du siècle pour la discipline course.
Il devient entraîneur de l'équipe nationale d'Allemagne de 2007 à 2009 avant de travailler comme cadre technique national auprès de la Fédération Française de Roller Sport. Il y exerce encore actuellement les missions de coordonnateur du Pôle France de Nantes et d'entraîneur National.

## Palmarès
- : Champion de France en Benjamin
- : Champion d’Europe en Minime
- Champion d’Europe en Cadet
  - : 1 titre
  - : 2 titres
  - : 1 titre
- Champion d’Europe en sénior
  - : 39 titres (19 sur piste et 20 sur route)
  - : 30 titres (19 sur piste et 11 sur route)
  - : 21 titres (10 sur piste et 11 sur route)
- Champion du monde en sénior: 
  - : 1 titre sur piste et 3 sur route
  - : 14 titres (? sur piste et ? sur route)
  - : 11 titres (6 sur piste et 5 sur route).
- 6 médailles aux Jeux mondiaux :
  - : 1 titre
  - : 4 titres
  - : 1 titre
- : Vainqueur de la Swiss Inline Cup en 1999, 2000 et 2001
- : 2e de la French InLine Cup 2001
- : Vainqueur de la Roller World Cup en 2001
- : Vainqueur de plusieurs  marathons mondiaux
- : 7 fois vainqueur du Trophée des Trois Pistes

## Record
- Il établit un nouveau record sur le 5 000 m sur route en 6 min 43,900 s le 30 juillet 2003 à Padua (Italie) (toujours d'actualité en septembre 2013[3])